# Whatever Julie Wants
Whatever Julie Wants — студийный альбом американской певицы Джули Лондон, выпущенный в 1961 году на лейбле Liberty Records. Продюсером альбома выступил Феликс Слаткин.

## Об альбоме
Это концептуальный альбом. Лейтмотивом его стала любовь как товар для торговли с богатыми мужчинами, сама Лондон предстала в образе соблазнительной секс-бомбы. Всё начинается с песни «Why Don’t You Do Right?», в которой она предстаёт в образе невинной возлюбленной, а затем из-за жестокого обращения превращается в золотоискательницу («Daddy» и множество других треков), затем в эскортницу («Love for Sale»), содержанку («Always True to You in My Fashion») и, наконец, понимает, что может жить и без мужчины и его денег («There’ll Be Some Changes Made»), и что она устала ото всего этого («Tired»).
Для обложки этого альбома была устроена тематическая фотосессия, на которой обнажённая Лондон позировала в мехах, драгоценностях и с кипой купюр на общую сумму 750 000 долларов (на съёмочной площадке также присутствовала команда вооруженных полицейских).

## Отзывы критиков
Ник Дедина из AllMusic заявил, что, возможно, это и не самый лучшее музыкальное времяпрепровождение, но альбом, несомненно, интересен, тем, что предлагает устроить «перерыв в формате техниколор» в «томной, нуарной дискографии Лондон». Вдобавок он назвал альбом «безусловно сексистским». В журнале Billboard поставили альбому высшие четыре балла. Из рецензии Стэнли Грина для HiFi/Stereo Review: «Цель здесь, по-видимому, состоит в том, чтобы собрать вместе группу песен, которые затрагивают финансовую сторону романтики, примером чему служат гимны о золотоискательницах. Мисс Лондон — как раз та озорница, которая нужна, чтобы донести их до всех, хотя, чтобы найти какое-либо сходство между её дыхательными упражнениями и пением, требуется гораздо более либеральное отношение к этому предмету, чем у меня».

## Список композиций
| №  | Название                            | Автор(ы)                                              | Длительность |
| -- | ----------------------------------- | ----------------------------------------------------- | ------------ |
| 1. | «Why Don’t You Do Right?»           | Канзас Джо Маккой                                     | 2:17         |
| 2. | «My Heart Belongs to Daddy»         | Коул Портер                                           | 2:41         |
| 3. | «Hard Hearted Hannah»               | Джек Йеллен, Боб Бигелоу, Чарльз Бейтс, Мильтон Эйгер | 1:56         |
| 4. | «Do It Again»                       | Джордж Гершвин, Бадди Десильва                        | 2:19         |
| 5. | «Take Back Your Mink»               | Фрэнк Лессер                                          | 2:21         |
| 6. | «Diamonds Are a Girl’s Best Friend» | Жюль Стайн, Лео Робин                                 | 1:59         |

| №                   | Название                           | Автор(ы)                           | Длительность |
| ------------------- | ---------------------------------- | ---------------------------------- | ------------ |
| 1.                  | «Daddy»                            | Бобби Труп                         | 2:12         |
| 2.                  | «An Occasional Man»                | Хью Мартин, Ральф Блейн            | 2:29         |
| 3.                  | «Love for Sale»                    | Коул Портер                        | 2:40         |
| 4.                  | «Always True to You in My Fashion» | Коул Портер                        | 2:25         |
| 5.                  | «There’ll Be Some Changes Made»    | Бентон Оверстрит, Уильям Блэкстоун | 2:25         |
| 6.                  | «Tired»                            | Дорис Фишер, Аллен Робертс         | 2:38         |
| Общая длительность: | Общая длительность:                | Общая длительность:                | 28:55        |